# Dragonworld
Dragonworld è un film del 1994 diretto da Ted Nicolaou, pubblicato direct-to-video. È il terzo film prodotto da Moonbeam Entertainment, la divisione dei video dei bambini di Full Moon Entertainment.
È stato pubblicato su VHS e Laserdisc dalla Paramount Pictures.

## Trama
Situato nei tempi moderni, il giovane John McGowan si reca in Scozia per vivere al castello di suo nonno, ma, subito dopo, perde entrambi i genitori in un incidente stradale. Al magico Albero dei desideri, nella magica tenuta del nonno, egli evoca un amico, che risulta essere un cucciolo di drago che egli soprannoma "Yowler". I due crescono insieme, ed un giorno, Bob Armstrong, regista di documentari , la figlia Beth ed il suo pilota Brownie McGee inciampano su Yowler. Desideroso di fama e denaro, Bob convince John a rendere "affittabile" Yowler per un uomo d'affari locale, scozzese, corrotto, Lester McIntyre. John, che è costretto in parte con l'offerta di avere le tasse di montaggio sul castello dato i suoi frutti, permette di prendere Lester Yowler trovi lo fa in parte anche a causa del suo crescente interesse per Beth. Yowler è miserabile e vessazioni nel parco a tema di nuova costruzione per lui, e quando diventa chiaro che McIntyre li ha ingannati per sfruttare il drago, John ed i suoi nuovi amici agiscono.